# Limnephilus catula
Limnephilus catula är en nattsländeart som beskrevs av Donald G. Denning 1965. Limnephilus catula ingår i släktet Limnephilus och familjen husmasknattsländor. Inga underarter finns listade i Catalogue of Life.